# مونونوکلئوز عفونی
مونونوکلئوز عفونی (انگلیسی: Infectious mononucleosis) که در زبان عامیانه بیماری بوسه نامیده می شود  یا تب غُده‌ای (glandular fever) یک بیماری عفونی است که توسط ویروس اپشتین–بار ایجاد می‌شود. بیشتر افراد در سنین کودکی به این ویروس مبتلا می‌شوند و بیماری‌شان بدون علامت یا کم‌علامت است. در سنین جوانی، بیماری اغلب با تب، گلودرد، لنفادنوپاتی گردن و خستگی همراه است. بیشترِ مبتلایان ظرف دو تا چهار هفته بهبود می‌یابند، اما احساس خستگی ممکن است تا ماه‌ها باقی بماند. کبد و طحال هم گاهی متورم می‌شود و در کمتر از یک درصد موارد، پارگی طحال رخ می‌دهد.
با آنکه عامل ایجاد بیماری معمولاً ویروس اپشتین–بار (هرپس‌ویروس ۴) و از خانوادهٔ هرپس‌ویروسان است، چند نوع ویروس دیگر نیز ممکن است سبب ایجاد این بیماری شوند. مونونوکلئوز عفونی بیشتر از طریق بزاق و به‌طور بسیار نادر، از طریق منی و خون هم منتقل می‌شود. انتقال ویروس از طریق اشیایی چون لیوان، مسواک، سرفه یا عطسه هم ممکن است. افراد مبتلا ممکن است ویروس را هفته‌ها پیش از ظهور علائم به دیگران انتقال دهند. تشخیص تب غده‌ای از طریق علائم بالینی‌اش صورت می‌پذیرد و جهت تاییدِ تشخیص، می‌توان از آزمایش‌های خونی و برخی پادتن‌های خاص استفاده نمود. یکی از یافته‌های آزمایشگاهی، افزایش لنفوسیت‌های خون است که بیش از ۱۰٪ آنها «آتیپیک» هستند. انجام آزمایش مونوسپات (تست پادتن هتروفیل) برای جمعیت عادی به سبب دقتِ تشخیصیِ اندک توصیه نمی‌شود.
هیچ‌گونه واکسنی برای ویروس اپشتین–بار وجود نداردِ اما می‌توان با خودداری از به‌اشتراک گذاشتن وسایل شخصی یا بزاق، از انتشار آن جلوگیری کرد. این بیماری اغلب بدون درمان خاص برطرف می‌شود و علائم آن با نوشیدن مایعات فراوان، استراحت کردن و مصرف داروهای ضدِ درد معمولی چون استامینوفن و ایبوپروفن تخفیف می‌یابد.
در کشورهای توسعه‌یافته، مونونوکلئوز عفونی در سنین ۱۵ تا ۲۴ سالگی شایع‌تر است. در کشورهای در حال توسعه، اغلب افراد این بیماری را در سنین کودکی می‌گیرند که علائم چندانی ندارد. در سنین ۱۶ تا ۲۰ سالگی، فقط ۸٪ افراد گلودرد دارند. در ایالات متحده آمریکا، همه ساله حدود ۴۵ نفر از هر ۱۰۰٬۰۰۰ به این بیماری مبتلا می‌شوند. همچنین حدود ۹۵٪ افراد تا رسیدن به سن بلوغ، به این عفونت مبتلا شده‌اند. این بیماری در هر فصلی از سال ممکن است رخ دهد. مونونوکلئوز عفونی نخستین بار در دههٔ ۱۹۲۰ میلادی توصیف شد و بدان «بیماری بوسه» می‌گفتند.

## پاتوفیزیولوژی
ویروس در آغاز در بافت پوششی حلق تکثیر می‌شود (که علت فارنژیت و گلودرد هم همین است) و سپس در درون لنفوسیت‌های بی (که از طریق گیرندهٔ CD21 خود مورد تهاجم قرار می‌گیرند) به رشد خود ادامه می‌دهد. پاسخ ایمنی میزبان شاملِ فعال شدنِ لنفوسیت‌های تی کشنده (CD8+) علیه لنفوسیت‌های بی است که سبب به‌وجود آمدنِ «لنفوسیت‌های آتیپیک» (سلول‌های داونی) می‌گردد.
اگر بیماری حاد باشد (به‌تازگی بروز کرده باشد) پادتن‌های هتروفیل در بدن ایجاد می‌شود.
بتاهرپس ویروس ۵ (سایتومگال‌ویروس)، آدنوویروس‌ها و توکسوپلاسما گوندی (توکسوپلاسموز) هم می‌توانند بیماری‌هایی با علائم مشابه با مونونوکلئوز عفونی به‌وجود آوردند، اما نتیجهٔ آزمایش پادتن‌های هتروفیل در اینها منفی است و از این طریق، می‌توان اینها را از مونونوکلئوز عفونی تشخیص داد.
تب غده‌ای گاهی با نشانگان آگلوتینین سرد همراه است که نوعی بیماری خودایمنی است و طی آن، پادتن‌هایی علیه گلبول‌های قرمز ساخته شده و بیماری کم‌خونی همولیتیک خودایمنی را به‌وجود می‌آورد. آگلوتینین سرد ردیابی‌شده، دارای ویژگی سیستم آنتی‌ژن Ii است.

## بیماری‌زایی

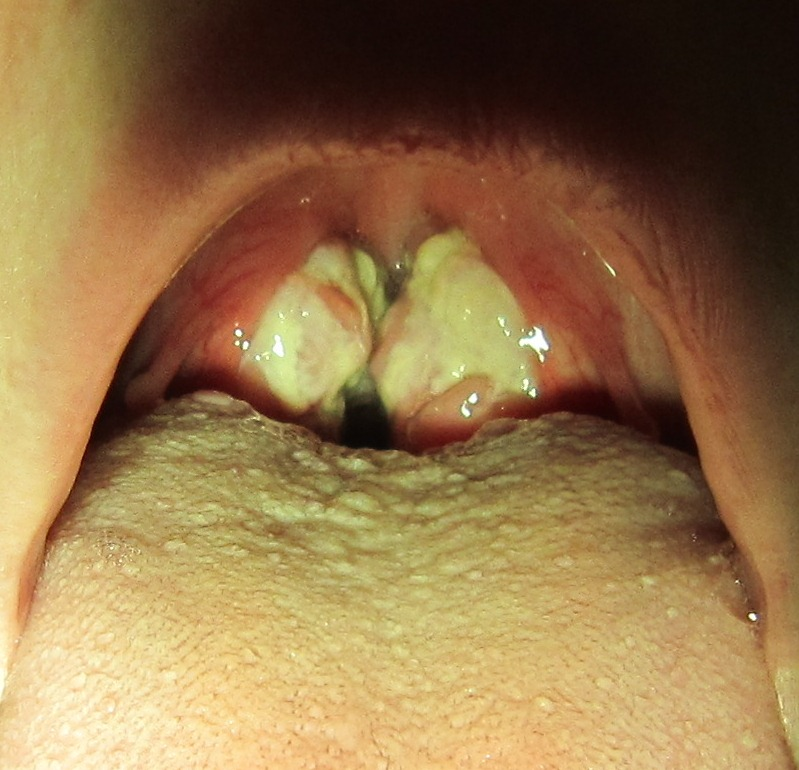
فارنژیت اِگزوداتیو در یک بیمار مبتلا به مونونوکلئوز عفونی

عامل بیماری ویروس اپشتین–بار (EBV) از گروه هرپس ویریده‌ها است. بیش از نود درصد افراد بالای چهل سال نسبت به این بیماری ایمنی اکتسابی کسب می‌کنند. از این‌رو بیماری اغلب در کودکان و نوجوانان مشاهده می‌شود. راه انتقال بیماری تماس دهانی و تنفسی است؛ یعنی غیر از انتقال از بزاق از راه هوا و غذای آلوده هم قابل انتقال است. علائم اصلی بیماری تب، خستگی، تورم غدد بزاقی، گلودرد، سردرد و بزرگی طحال یا کبد است. البته نیمی از افراد آلوده شده به ویروس EBV هرچند ایمنی نسبت به بیماری را پیدا می‌کنند ولی علائمی از بیماری واضح ندارند.
بیماری خود محدود شونده است و اغلب بیماران نیاز به درمان خاصی ندارند. علائم بیماری طی چند هفته کاملاً از بین می‌رود.

## درمان
درمان تب غده‌ای به صورت درمان علامتی و حمایتی است. اکر بیماری ادامه‌دار شود باید از کورتون و داروهای ضدالتهاب کمک گرفته شود.

## پیش‌آگهیو عواقب
عوارض جدی بیماری، ناشایع است و در کمتر از ۵٪ بیماران به‌وجود می‌آیند که ممکن است شامل موارد زیر باشد:
- عوارض خونی: کم‌خونی همولیتیک خودایمنی (تست کومبس مستقیم مثبت است)، انواع سیتوپنی و خونریزی (به سبب ترومبوسیتوپنی)
- یرقان خفیف
- هپاتیت با ویروس اپشتین–بار (نادر).
- انسداد راه‌های هوایی فوقانی در اثر تورم لوزه‌ها (نادر).
- بیماری شدید برق‌آسا در افرادی که کمبود ایمنی دارند (نادر).
- پارگی طحال (نادر)
- میوکاردیت و پریکاردیت (هر دو نادر)
- سندرم تپش قلب وضعیتی
- سندرم خستگی مزمن